# Napothera
Napothera es un género de aves paseriformes perteneciente a la familia Pellorneidae; incluye especies antes integradas en los géneros Turdinus y Gypsophila.

## Especies
Se reconocen las siguientes especies, distribuidas por la región indomalaya:
- Napothera atrigularis - ratina golinegra;
- Napothera brevicaudata - ratina colicorta;
- Napothera crassa - ratina montana;
- Napothera crispifrons - ratina roquera;
- Napothera epilepidota - ratina cejuda;
- Napothera macrodactyla - ratina grande;
- Napothera marmorata - ratina jaspeada;
- Napothera rufipectus - ratina pechirrufa.